# Port lotniczy Bangor
Port lotniczy Bangor (IATA: BGR, ICAO: KBGR) – port lotniczy położony w Bangor, w stanie Maine, w Stanach Zjednoczonych.